# Gulfstream G500
Gulfstream G500 – amerykański samolot dyspozycyjny dalekiego zasięgu, zaprojektowany i zbudowany w wytwórni Gulfstream Aerospace Corporation. W ofercie wytwórni maszyna ma zastąpić model G450.

## Historia

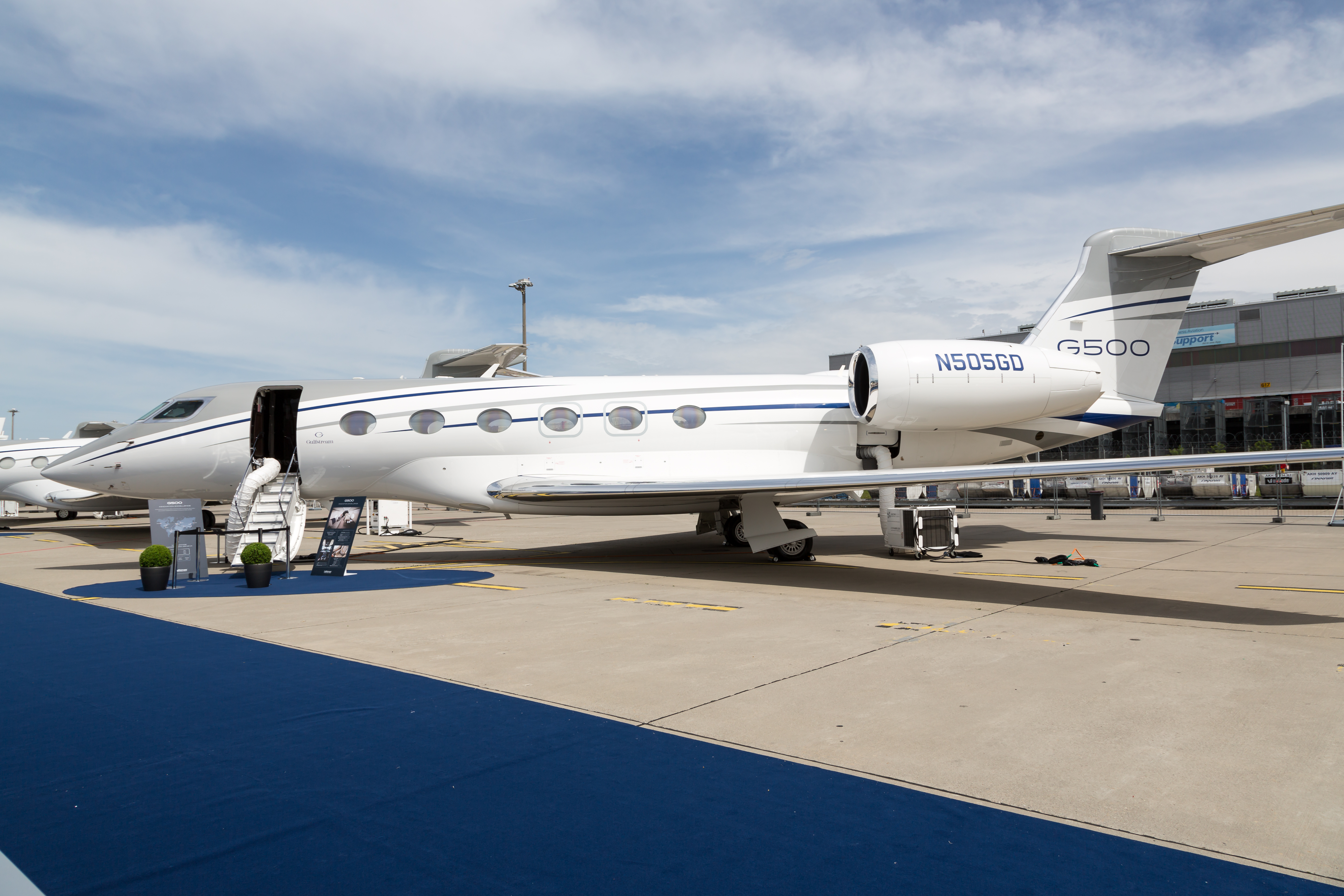
G500 prezentowany na wystawie statycznej European Business Aviation Association w 2018 roku

Wytwórnia ujawniła prace nad nowym modelem samolotu dyspozycyjnego 14 października 2014 roku. Do publicznej wiadomości podano wówczas fakt prowadzenia prac nad dwoma nowymi maszynami oznaczonymi jako G500 i G600. Samoloty miały zastąpić wcześniejsze modele G450 i G550. Równoległe prowadzenie prac nad G500 i G600 zaowocowało znacznym podobieństwem pomiędzy obydwiema wersjami. Oba samoloty dysponują kabiną pasażerską o takich samych rozmiarach, mogącą pomieścić maksymalnie 19 pasażerów. Mają również podobnie skonfigurowane wyposażenie kabiny pilotów i awionikę. Oblot pierwszego prototypu wersji G500 odbył się 18 maja 2015 roku. Prototyp oznaczony jako T1 wykorzystany został do prób związanych z określeniem osiągów samolotu, badań własności lotnych. Wykorzystano go również do prób flatterowych, zachowania się płatowca z oblodzeniem oraz testach określających parametry przeciągnięcia i zachowania się samolotu w tych warunkach. Drugi ze zbudowanych prototypów, oznaczony jako T2, został wykorzystany do badań jednostek napędowych samolotu. Wykorzystano go do testowania pracy silników w lotach z dużymi prędkościami, badania pracy wlotów powietrza do silników, wpływu kierunku wiatru na działanie jednostek napędowych. Trzeci ze zbudowanych prototypów, oznaczony jako T3, brał udział w badaniach zachowania się samolotu i pracy jego systemów w warunkach bardzo niskiej temperatury. Wykorzystano go również do badania systemu przeciwoblodzeniowego skrzydeł. T3 jest jednak przede wszystkim przeznaczony do prób awioniki w kabinie załogi samolotu. Czwarty ze zbudowanych prototypów, oznaczony jako T4, ma wziąć udział w badaniach i próbach pokładowej instalacji elektrycznej, paliwowej i przeciwpożarowej oraz, podobnie jak egzemplarz T3, badaniach i próbach awioniki maszyny. Do połowy 2016 roku wszystkie prototypy spędziły w powietrzu ponad 800 godzin biorąc udział w testach. Piąta testowa maszyna, oznaczona jako P1 ma już reprezentować standard produkcyjny, z w pełni wyposażoną kabiną pasażerską. Uzyskanie certyfikatu typu wstępnie planowane było na 2017 rok. 5 sierpnia 2016 roku po raz pierwszy wzniósł się w powietrze prototyp P1. Samolot miał numer seryjny 72005 i rejestrację N505GD. Samolot wystartował z lotniska Savannah/Hilton Head a za jego sterami siedzieli piloci doświadczalni Gulfstreama Brian Dickerson i Andy Martin. W skład załogi wchodził również inżynier Dustin Johnson. Samolot podczas swojego pierwszego lotu spędził w powietrzu pięć godzin. Osiągnięto pułap 14 630 metrów oraz maksymalną prędkość Ma=0,84. Z racji w pełni wyposażonej kabiny pasażerskiej, samolot weźmie udział w próbach mających na celu sprawdzenie w praktyce zastosowanych w niej rozwiązań pod kątem użyteczności i komfortu lotu pasażerów. Innymi badaniami jakie przejdzie samolot będzie jego zachowanie w lotach w warunkach turbulencji. Do sierpnia 2016 roku wszystkie biorące udział w lotach testowych prototypy spędziły w powietrzu 1300 godzin podczas 320 lotów. Najdłuższy z nich trwał 8 godzin i 24 minuty. W ramach akcji promującej nowy samolot, G500 odbył trwające siedem miesięcy tournée, w trakcie którego odwiedził 44 miasta w 18 krajach na sześciu kontynentach. W trakcie podróży pokonano 240 760 km.
20 lipca 2018 roku producent poinformował o uzyskaniu przez G500 certyfikatu typu Federal Aviation Administration (FAA) oraz certyfikatu produkcji, również wydanego przez amerykańską FAA. Obydwa zostały otrzymane tego samego dnia. Certyfikat produkcji oznacza, iż proces budowy samolotu spełniają standardy wyznaczone przez FAA.

## Konstrukcja
G500 jest całkowicie metalowym, wolnonośnym dolnopłatem, z usterzeniem w kształcie litery T. Podwozie chowane, trójzespołowe, z przednim podparciem. Kabina pilotów z awioniką Honeywell Primus Epic wykonaną w standardzie określanym jako Symmetry Flight Deck firmy Honeywell. Piloci mają do dyspozycji cztery wielofunkcyjne wyświetlacze dotykowe. Maszyna wyposażona jest w zmodernizowany system Enhanced Vision System (EVS III), którego podstawą jest umieszczona w dziobie samolotu kamera termowizyjna, umożliwiająca wyświetlanie obrazu z kamery na wyświetlaczu HUD II. Sterowanie odbywa się przy użyciu wielofunkcyjnych dżojstików (Active Control Sidesticks) firmy BAE Systems. Zastosowano również trzyosiowy aktywny system sterowania lotem fly-by-wire.